# HD 69478
HD 69478，又名BD+09 1921，SAO 116585、HR 3252，是一颗恒星，视星等为6.29，位于銀經214.68，銀緯23.13，其B1900.0坐标为赤經8h 12m 6.7s，赤緯+9° 23.13′ 32″。